# Vi önska nu vår brudgum och brud
Vi önska nu vår brudgum och brud, bröllopspsalm skriven av Petrus Johannis Rudbeckius 1622, bearbetad av Jesper Swedberg 1694 till en psalm med fyra verser och av Svante Alin 1908 till tre verser. 
Psalmen inleds 1695 med orden:
Wij önske nu wår brudgum och brudh
Gudz Faders ewiga nåde
Melodin är en tonsättning från 1697.

## Publicerad i
- Enchiridion 1627.
- Den svenska psalmboken 1694 som nummer 387 under rubriken "Psalmer För åtskillige Stånds personer, och wid besynnerliga tilfällen: Psalmer angående thet H. Ächtenskaps ståndet".[1]
- Den svenska psalmboken 1695 som nummer 328 under rubriken "Psalmer angående thet H. Ächtenskaps ståndet"
- Nya psalmer 1921, tillägget till 1819 års psalmbok som nummer 571 under rubriken "Kyrkan och nådemedlen: Ordets ämbete och församlingslivet: Vid brudvigsel".
- Den svenska psalmboken 1937 som nummer 232 under rubriken "Vigsel".